# Siegfried Lorenz (baryton)
Pour les articles homonymes, voir Lorenz.
Siegfried Lorenz, né à Berlin-Est le 30 août 1945 et mort le 24 août 2024, est un baryton allemand. Il interprète de l'opéra, de l'oratorio et du lied.
Membre de l'Opéra Komische de Berlin, puis de l'Opéra d'État de Berlin, il  enregistre des disques primés et se produit en tant qu'invité sur la scène internationale. Il est également professeur de chant à la Musikhochschule de Hambourg et à l'Universität der Künste Berlin.

## Biographie
Né à Berlin le 30 août 1945,, Lorenz  étudie le chant dans sa ville natale à la Hochschule für Musik « Hanns Eisler » de 1964 à 1969, où il est élève d'Alois Orth. Après avoir reçu plusieurs prix lors de concours internationaux de chant, Lorenz est engagé comme baryton lyrique au Komische Oper de Berlin par Walter Felsenstein en 1969.
En 1973, il devient le premier soliste vocal au Gewandhaus de Leipzig, poste que Kurt Masur a créé pour lui. Il  interprète et enregistre plusieurs cantates de Jean-Sébastien Bach et  devient connu comme chanteur de lied. Ses enregistrements de chansons de Franz Schubert reçoivent plusieurs prix.
De 1978 à 1992, Siegfried Lorenz chante à l'Opéra d'État Unter den Linden de Berlin, en tant que premier baryton lyrique. Il se produit avec succès dans les rôles de Wolfram dans Tannhäuser de Wagner, du Comte dans Les Noces de Figaro de Mozart, Posa dans Don Carlos de Verdi et de Borromée dans Palestrina de Hans Pfitzner, entre autres.
Il enregistre les Kindertotenlieder de Mahler avec le Gewandhausorchester et Masur, ainsi que les cycles de lieder de Schubert avec le pianiste Norman Shetler. Le critique musical anglais Alan Blyth passe en revue Winterreise pour Gramophone et note : « Il chante avec un ton agréable, constamment ferme et avec un contrôle enviable de la ligne et de la dynamique. La tessiture de sa voix n'est pas aussi étendue que celle de Fischer-Dieskau, un chanteur dont il a beaucoup appris, mais dans cette tessiture plus restreinte, il peut atteindre presque la même puissance et la même intensité. ». Des enregistrements de chansons de Schubert entre 1974 et 1987 sont combinés pour former une collection couvrant 151 de ses chansons. Un critique écrit que Lorenz « a étudié les lieder de Schubert pendant de nombreuses années et que ce coffret de huit CD est le résultat d'une étude assidue et d'un plan à long terme ».
Lorenz enregistre le rôle de Beckmesser dans Les Maîtres chanteurs de Nuremberg de Wagner, aux côtés de Ben Heppner, Cheryl Studer et Bernd Weikl, sous la direction de Wolfgang Sawallisch ; cet enregistrement est nommé comme meilleur enregistrement d'opéra aux Grammy Awards de 1994. Il enregistre les cantates solo pour basse de Bach, Je porterai volontiers la croix et Je suis comblé, avec le Neues Bachisches Collegium Musicum sous la direction de Max Pommer, ainsi que des œuvres orchestrales de Mahler dont Chants d'un compagnon errant sous la direction de Günther Herbig et Fünf Lieder nach Friedrich Rückert avec la Staatskapelle Berlin sous la direction d'Otmar Suitner .
Lorenz se produit en tant qu'invité en Europe, aux États-Unis et au Japon. En 1976, il reçoit le Kunstpreis et en 1983 le Prix national de la République démocratique allemande. En 1979, il reçoit le titre de Kammersänger de l'Opéra d'État de Berlin ,. Nommé professeur en 1982, il enseigne de 2001 à 2003 à la Musikhochschule de Hambourg et, à partir d'octobre 2003, à l'Université des arts de Berlin.
Siegfried Lorenz meurt le 24 août 2024 à l'âge de 78 ans.